# موتور شار محوری

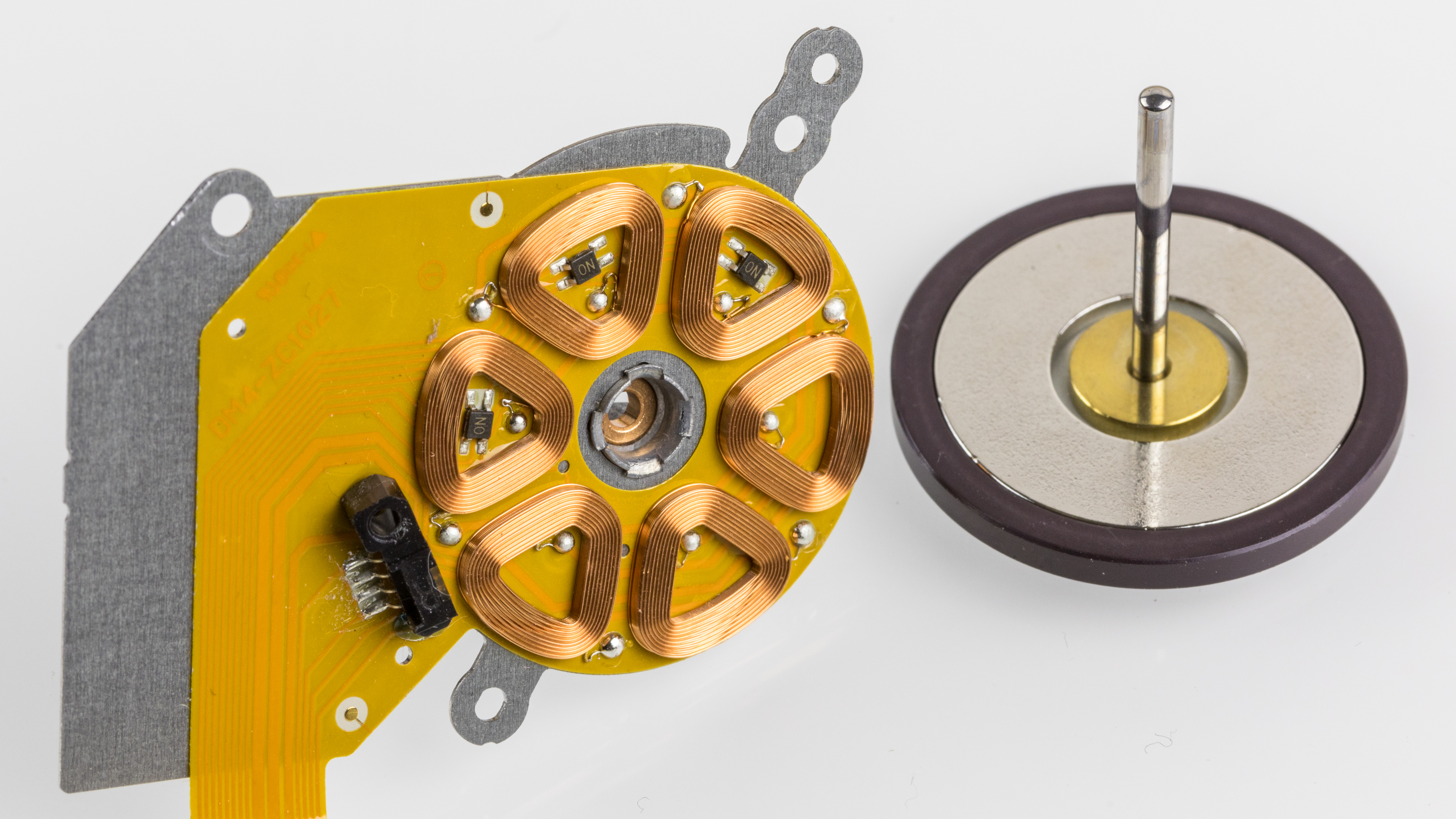
یک موتور محوری بدون جاروبک دی‌سی مینیاتوری که ادغام با تکنیک‌های ساخت پی‌سی‌بی را نشان می‌دهد. روتور نشان داده شده در سمت راست درجهت محور با قطبیت متناوب مغناطیسی می‌شود.

موتور شار محوری (به انگلیسی: Axial flux motor) (همچنین به عنوان موتور شکاف محوری یا موتور پنکیکی نیز شناخته می‌شود) هندسه‌ای از ساختار موتور الکتریکی است که در آن فاصله-هوایی بین روتور و استاتور، و بنابراین جهت شار مغناطیسی بین این دو، به موازات محور چرخش قرار می‌گیرد. به جای به‌طور شعاعی مانند هندسه استوانه‌ای هم‌مرکز موتور با فاصله-هوایی شعاعی رایج‌تر.
اگرچه این هندسه از زمان توسعه اولین موتورهای الکترومغناطیسی مورد استفاده قرار گرفته‌است، اما استفاده از آن تا زمان در دسترس بودن گسترده آهنرباهای دائمی قوی و توسعه موتورهای دی‌سی بدون جاروبک که می‌توانستند بهتر از برخی از مزایای هندسه محوری استفاده کنند، نادر بود. هندسه محوری را می‌توان تقریباً برای هر اصل عملیاتی (به عنوان مثال دی‌سی با جاروبک، القایی، پله‌ای، رلوکتانسی) که می‌تواند در یک موتور شعاعی استفاده شود، و می‌تواند برخی از توپولوژی‌ها را که در هندسه شعاعی عملی نیستند، اما حتی برای همان اصل عملیاتی ملاحظاتی در کاربرد و طراحی وجود دارد که باعث می‌شود یک هندسه مناسب تر از دیگری باشد، اعمال کرد. موتورهای محوری معمولاً کوتاه‌تر و عریض‌تر از موتورهای شعاعی معادل هستند.

ساخت روتور یک موتور لینچ، یک نوع موتور DC محوری. جاروبک‌ها و اتصالات در مرکز دیده می‌شوند، آهنرباهای دائمی متناوب (نشان داده نشده) با بخش‌هایی از روتور که جریان در آن جریان دارد، همسو می‌شوند.

موتورهای شار محوری بدون-یوک چگالی گشتاور بسیار خوبی ارائه می‌دهند. موتورهای محوری مدتی است برای موتورهای دی‌سی بدون جاروبک کم-توان و کم-قیمت استفاده می‌شوند، زیرا این موتور به راحتی می‌تواند مستقیماً بر روی یک برد مدار چاپی (PCB) ساخته شود یا حتی از مسیرهای مسی پی‌سی‌بی به عنوان سیم‌پیچ استاتور استفاده شود، اما اخیراً تلاش‌های بیشتری برای طراحی موتورهای بدون-جاروبک با قدرت بالا در هندسه محوری صورت گرفته‌است. یک موتور محوری دی‌سی با جاروبک موفق، موتور لینچ است، که در آن روتور تقریباً به‌طور کامل از نوارهای مسطح مسی با هسته‌های کوچک آهنی در داخل آن تشکیل شده‌است که امکان عملکرد بسیار متراکم-توان را فراهم می‌کند.

## مزایا
- یک موتور را می‌توان بر روی هر ساختار مسطحی، مانند پی‌سی‌بی، تنها با افزودن سیم‌پیچ و یاتاقان ساخت.
- فرایند سیم‌پیچی کلاف ممکن است به‌طور قابل توجهی ساده‌تر باشد، همچنین فرایند اتصال سیم‌پیچ و هسته.
- از آنجایی که سیم‌پیچ‌ها مسطح هستند، نوارهای مسی مستطیلی را می‌توان راحت‌تر مورد استفاده قرار داد تا سیم‌پیچ‌های با جریان-بالا را ساده‌تر کند.
- اغلب می‌توان روتور را به میزان قابل توجهی سبک‌تر کرد.
- شکاف روتور-استاتور می‌تواند کوچکتر باشد زیرا تحت تأثیر نیروهای گریز از مرکز قرار نمی‌گیرد و پس از ساخت قابل تنظیم است.
- طول مسیر مغناطیسی بالقوه کوتاهتر است.
- اکثر اجزای ساختاری مسطح هستند و می‌توانند بدون ریخته‌گری یا ابزارآلات پرس‌کاری تخصصی تولید شوند.
- از آنجا که مسیر مغناطیسی از طریق سیم‌پیچ مستقیم است، در فولاد برقی جهت‌دار-دانه، دارای نفوذپذیری بالاتر و تلفات هسته پایین‌تر است، می‌تواند به راحتی استفاده شود.

## معایب
- روتور معمولاً عریض‌تر است و باعث افزایش اینرسی دورانی و نیروهای گریز از مرکز می‌شود که می‌تواند حداکثر سرعت چرخش را کاهش دهد.
- توزیع شار ناهموار به دلیل قطعات گوه‌ای شکل.
- از آنجایی که بخش‌ها به سمت مرکز باریک می‌شوند، فضای کمتری برای چیدن سیم‌پیچ‌ها و اتصالات در آنجا وجود دارد.